# 라이오넬 로그
라이오넬 조지 로그(Lionel George Logue, 1880년 2월 26일 ~ 1953년 4월 12일)는 오스트레일리아 출생의 음성 및 언어 치료사이다. 원래 아마추어 연극 배우였으나 후일 조지 6세의 언어치료사가 되었다. 영화 《킹스 스피치》(The King's Speech)에서 주요 인물로 다뤄졌다.